# 국도 제107호선 (일본)

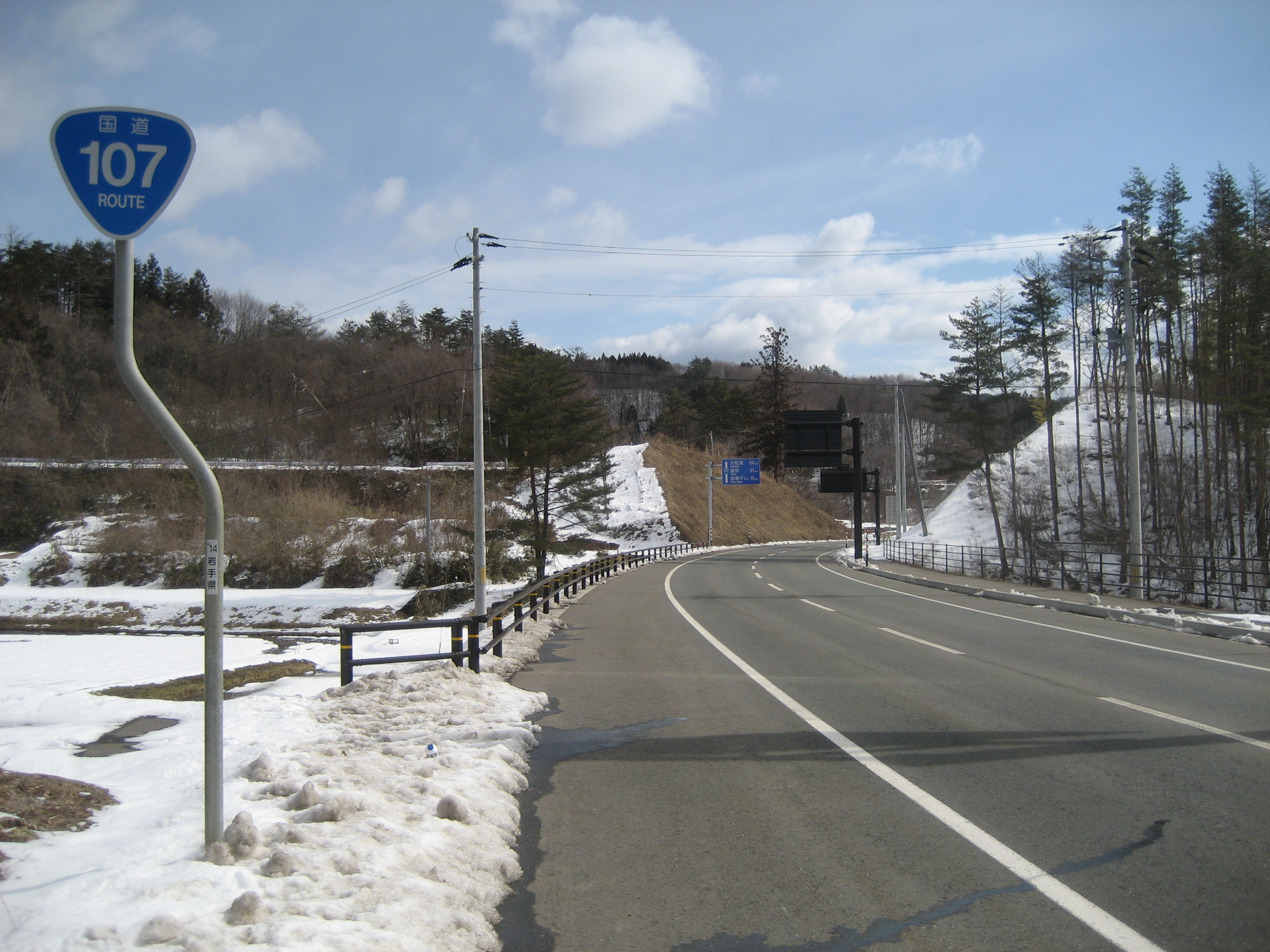
오슈시 에사시 에사시타세 나들목 부근.

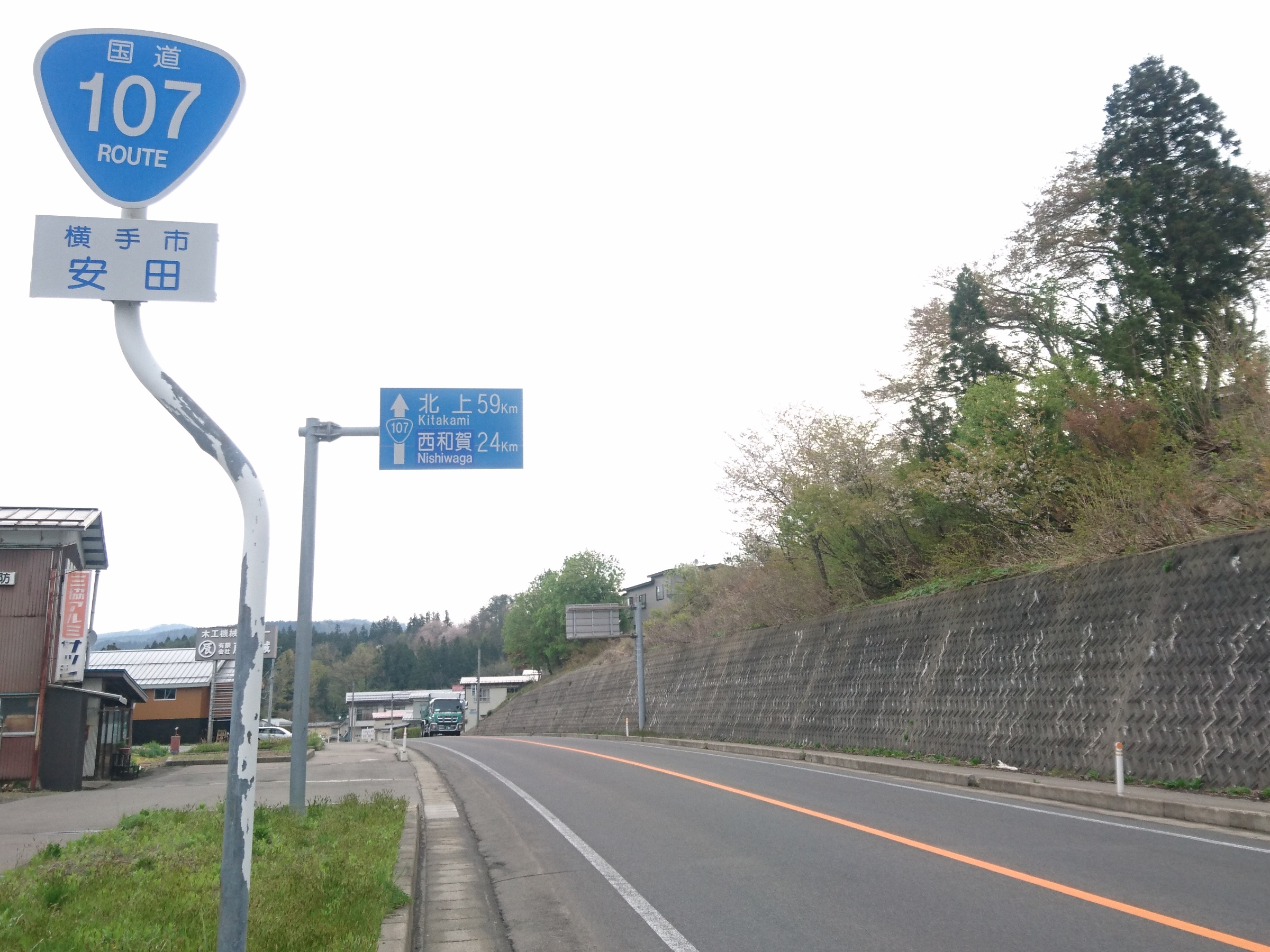
요코테시 야스다 부근.

국도 제107호선(일본어: 国道107号)은 이와테현 오후나토시에서 아키타현 유리혼조시까지 이어지는 총 연장 193.0 km, 실제 연장 189.6 km, 현도 188.9 km의 거리를 가진 일본의 일반 국도이다.

## 노선 정보
일반 국도의 노선을 지정하고 있는 정령에 의거한 기종점 및 경유지는 다음과 같다.
- 기점 : 오후나토시 (곤겐도 교차로 = 국도 제45호선의 교점, 국도 제397호선의 기점)
- 종점 : 유리혼조시 (미즈바야시 교차로 = 국도 제7호선의 교점, 국도 제105호선의 기점, 국도 제108호선과 국도 제341호선 그리고 국도 제398호선의 기점)
- 중요한 경과지 : 이와테현 게센군 스미타정, 도노시 (오토모촌 (이와테현 가미헤이군)), 가미헤이군 미야모리촌[1], 에사시시 (야나가와)[2], 기타카미시, 요코테시, 아키타현 히라카군(일본어판) 오토모가와촌(일본어판)[3], 유리군(일본어판) 히가시유리정[4]
- 총 연장 : 193.0 km
- 중용 연장 : 3.4 km
- 실제 연장 : 189.6 km
  - 현도 : 188.9 km
  - 구도 : 0.8 km
  - 신도 : 없음
- 지정 구간 : 13번 국도와 중복되어 있는 구간

## 연혁
- 1953년 5월 18일 : 2급 국도 제107호 오후나토 혼조 선으로 지정 시행
- 1965년 4월 1일 : 1, 2급의 구분이 사라지고, 정식으로 국도 제107호선(오후나토 ~ 혼조 선)으로 지정 시행

## 미치노에키
- 이와테현 : 긴슈호(일본어판)
- 아키타현 : 산나이(일본어판), 히가시유리(일본어판)

## 지리

### 통과하는 지자체
- 이와테현
  - 오후나토시 - 게센군 스미타정 - 도노시 - 하나마키시 - 오슈시 - 기타카미시 - 와가군 니시와가정
- 아키타현
  - 요코테시 - 유리혼조시

### 통과하는 도로

#### 일반 국도
- 국도 제45호선
- 국도 제340호선
- 국도 제397호선
- 국도 제283호선
- 국도 제456호선
- 국도 제4호선
- 국도 제342호선
- 국도 제13호선
- 국도 제398호선
- 국도 제105호선
- 국도 제108호선
- 국도 제7호선

#### 고속도로
- 도호쿠 자동차도
- 아키타 자동차도(일본어판, 중국어판)
- 유자와 요코테 도로(일본어판)
- 니혼카이 도호쿠 자동차도(일본어판, 중국어판)